# 黃配江
黃配江（1931年－），香港畫家，1975年度市政局美術獎（繪畫）得主，曾於中文大學、大一藝術設計學院擔任導師。人稱黃伯、江記、江仔、長洲黃、長洲樹王等等。生於澳門，幼時曾隨家人赴日本神戶旅居，亦曾定居中國。自二十歲起，定居香港，現長住於長洲。

## 生平簡述
黃配江年輕時已熱愛繪畫，見紙就畫。及後有朋友於尖沙咀唐樓樓梯口，僭建了一間小畫廊，機緣巧合下就邀了黃配江幫忙，日日夜夜完成一幅幅客戶要求的「行貨畫」。不過他繼續潛心寫畫寫字，未有一刻休怠。1975年，黃配江首次參加大型藝術比賽，奪得由市政局主辦的市政局美術獎（繪畫）。
隨後先後任中文大學、大一設計學院藝術課導師、香港美術家協會理事、香港藝術館名譽顧問等，在香港畫壇備受尊重，作品為香港藝術館及私人購藏。

## 展覽年表
| 年份 | 展覽名稱                                     | 主辦機構             | 展出地點         |
| ---- | -------------------------------------------- | -------------------- | ---------------- |
| 1963 | 四人油畫展                                   | n／a                 | 香港             |
| 1969 | 當代香港藝術                                 | 香港博物美術館       | 香港             |
| 1972 | 當代香港藝術展覽                             | 香港博物美術館       | 香港             |
| 1972 | 四人油畫展                                   | n／a                 | 香港             |
| 1972 | 油畫個展                                     | 香港大酒店畫廊       | 香港             |
| 1976 | 市政局美術獲獎者作品展                       | 香港藝術館           | 香港             |
| 1977 | 香港藝術家聯展                               | 香港大會堂           | 香港             |
| 1977 | 藝術中心開幕禮                               | 香港藝術中心         | 香港             |
| 1978 | 屯門藝展                                     | n／a                 | 香港屯門         |
| 1979 | 梅創基黄配江ニ人畫展                         | 香港藝術中心         | 香港             |
| 1981 | 香港藝術1970-1980                            | 香港藝術館           | 香港             |
| 1981 | 現代中國藝術家版畫展                         | 大ー藝術設計學院     | 香港             |
| 1981 | 梅創基黃配江二人畫展                         | 集珍莊畫廊           | 馬來西亞         |
| 1981 | 香港當代畫家作品聯展                         | 香港大學             | 香港             |
| 1984 | 黃配江畫展                                   | 百家畫廊             | 台北             |
| 1985 | 潘筱瑛黃配江二人展                           | 澳門賈梅士展覽館     | 澳門             |
| 1986 | 香港及海外華裔藝術家版畫選                   | 香港中華文化促進中心 | 香港             |
| 1987 | 黃配江水彩及速寫展                           | 大一藝術設計學院     | 香港             |
| 1987 | 十年香港繪畫                                 | 香港藝術中心         | 香港             |
| 1987 | 香港美術家作品聯展                           | n／a                 | 福建             |
| 1987 | 香港美術家作品聯展                           | n／a                 | 武漢             |
| 1988 | 現代繪畫 版畫 素描88                         | 日本石川縣美術館     | 日本             |
| 1988 | 亞洲水彩畫精品展                             | n／a                 | 台北             |
| 1988 | 亞細亞國際水彩畫展                           | n／a                 | 日本大阪         |
| 1988 | 香港現代藝術展                               | 北京中國美術館       | 北京             |
| 1988 | 香港美術家作品聯展                           | n／a                 | 香港荃灣大會堂   |
| 1989 | 香港現代藝術展                               | 香港中華文化促進中心 | 香港             |
| 1989 | 香港中文大學新亞書院四十周年校慶美術展覽     | 香港中文大學         | 香港大會堂       |
| 1989 | 第七届全國美展                               | n／a                 | 北京             |
| 1990 | 水彩新貌                                     | 香港中華文化促進中心 | 香港             |
| 1991 | 黃配江畫作展                                 | 香港中華文化促進中心 | 香港             |
| 1994 | 現代水墨畫展                                 | 香港中華文化促進中心 | 香港             |
| 1994 | 油畫展                                       | 香港中華文化促進中心 | 香港             |
| 1996 | 丙子新春書法展                               | 香港中華文化促進中心 | 香港             |
| 2007 | 2007「本地薑」繪畫作品邀請展                 | n／a                 | 香港             |
| 2007 | 「回歸．交融」祖國內地與香港兩地美術家交流展 | n／a                 | 四川成都         |
| 2009 | 「具象＋抽象」香港當代油畫水彩版畫展         | n／a                 | 香港             |
| 2012 | 香港首屆油畫大賽 邀請展                      | n／a                 | 香港             |
| 2014 | 黃配江水墨作                                 | 澳門瘋堂十號創意園   | 澳門             |
| 2016 | 野蠻人展覽2016－失憶                         | 野蠻人畫室           | 香港視覺藝術中心 |
| 2017 | 香港前輩油畫家 十方世界                      | 一新美術館           | 香港             |

## 得獎
| 年份 | 比賽名稱             | 主辦機構   | 香港 |
| ---- | -------------------- | ---------- | ---- |
| 1975 | 市政局美術獎（繪畫） | 香港市政局 | 香港 |

## 心得語錄
「有翼能飛為本能，有翼不能飛為退化，無翼能飛為創造。」

「點解要畫得似﹖」

「要畫得像，不如照相！」

「不論形，不論色，不論風格，只要有了相對平衡，自然就能成畫。」

「有人畫畫的時候，是先安排好了才下筆，一切都在計劃中。我畫畫是『寫到邊係邊！』寫到才知在寫甚麼！」